# Liste des courses cyclistes disparues en France
 (janvier 2024).
- Si vous ne connaissez pas le sujet, laissez ce bandeau (vous pouvez alors contacter les auteurs).
- Si vous supprimez le contenu mis en cause (vous pouvez préalablement contacter les auteurs),

argumentez précisément cette suppression dans la page de discussion
(un manque de référence n'est pas un argument ; une recherche réelle de référence doit avoir été effectuée, être formellement documentée).
La liste des anciennes courses cycliste en France présente des listes ordonnées par région française de courses cyclistes disparues.

## France-étranger
| Course                                 | Département/Pays                                                 | Création | Disparition | Édition | Catégorie        |
| -------------------------------------- | ---------------------------------------------------------------- | -------- | ----------- | ------- | ---------------- |
| Bourg-Genève-Bourg                     | Ain/Suisse                                                       | 1933     | 1960        | 21      | Course d'un jour |
| Monaco-Paris                           | Alpes-de-Haute-Provence, Hautes-Alpes, Savoie, Côte-d'Or, Monaco | 1946     | 1946        | 1       | Course à étapes  |
| Bruxelles-Paris                        | Paris, ?, Belgique                                               | 1924     | 1943        | 7       | Course d'un jour |
| Bruxelles-Roubaix                      | Nord/Belgique                                                    | 1901     | 1910        | 3       | Course d'un jour |
| Gênes-Nice                             | Alpes-Maritimes/Italie                                           | 1910     | 1975        | 28      | Course d'un jour |
| Grand-Prix franco-belge                | ?/Belgique                                                       | 1947     | 1947        | 1       | Course d'un jour |
| Lille-Bruxelles-Lille                  | Nord/Belgique                                                    | 1932     | 1939        | 8       | Course d'un jour |
| Lille-Blankenberge                     | Nord/Belgique                                                    | 1913     | 1913        | 1       | Course d'un jour |
| Lons-le-Saunier-Genève-Lons-le-Saunier | Ain/Suisse                                                       | 1949     | 1949        | 1       | Course d'un jour |
| Luxembourg-Lille                       | Nord/Luxembourg                                                  | 1926     | 1926        | 1       | Course d'un jour |
| Luxembourg-Nancy                       | Meurthe-et-Moselle/Luxembourg                                    | 1911     | 1955        | 13      | Course d'un jour |
| Lyon-Genève-Lyon                       |                                                                  |          |             |         |                  |
| Paris-Dinant[réf. nécessaire]          | Île-de-France/Belgique                                           | 1894     | 1926        |         | Course d'un jour |
| Sedan-Bruxelles                        | Ardennes/Belgique                                                | 1909     | 1909        | 1       | Course d'un jour |
| Tour du lac de Genève                  | ?/Suisse                                                         | 1946     | 1947        | 2       | Course d'un jour |

## Inter-régionales
Les régions administratives françaises mentionnées dans le tableau ci-dessous sont celles créées par la réforme territoriale de 2015 et effective au 1er janvier 2016 ; elles n'existaient donc pas à l'époque où la plupart de ces courses ont été disputées.
| Course                                                   | Régions                                           | Création | Disparition | Édition | Catégorie                     |
| -------------------------------------------------------- | ------------------------------------------------- | -------- | ----------- | ------- | ----------------------------- |
| Armagnac-Paris                                           | Occitanie/Île-de-France                           | 1946     | 1946        | 1       | Course d'un jour              |
| Avignon-Lyon (Flèche du Rhône)                           | Provence-Alpes-Côte d'Azur/Auvergne-Rhône-Alpes   | 1941     | 1941        | 1       | Course d'un jour              |
| Bordeaux-Marseille                                       | Nouvelle Aquitaine/Provence-Alpes-Côte d'Azur     | 1923     | 1931        | 4       | Course par étapes             |
| Bordeaux-Paris                                           | Nouvelle Aquitaine/Île-de-France                  | 1891     | 1988        | 86      | Course d'un jour              |
| Bordeaux-Paris-Bordeaux                                  | Nouvelle-Aquitaine/Île-de-France                  | 1920     | 1920        | 1       | Course par étapes             |
| Bordeaux-Toulouse                                        | Nouvelle Aquitaine/Île-de-France                  | 1908     | 1908        | 1       | Course d'un jour              |
| Châtellerault-Le Mans                                    | Nouvelle-Aquitaine/Pays de la Loire               | 1923     | 1923        | 1       | Course d'un jour              |
| Châtellerault-Tours                                      | Nouvelle-Aquitaine/Centre-Val de Loire            | 1915     | 1923        | 8       | Course d'un jour              |
| Circuit des six provinces (Circuit des quatre provinces) | Auvergne-Rhône-Alpes?/Provence-Alpes-Côte d'Azur? | 1941     | 1954        | 11      | Course à étapes               |
| Circuit des Trois Provinces[réf. nécessaire]             | Bretagne/Normandie                                | 1925     | 2006        | 34      | Course d'un jour / à étapes   |
| Dijon-Lyon                                               | Bourgogne-Franche-Comté/Auvergne-Rhône-Alpes      | 1919     | 1952        | 5       | Course d'un jour              |
| Grand Prix cycliste de L'Humanité                        | variable                                          | 1927     | 1979        | 45      | Course d'un jour / à étapes   |
| Limoges-Montauban[réf. nécessaire]                       | Nouvelle Aquitaine/Occitanie                      | 1909     | 1909        | 1       | Course d'un jour              |
| Lyon-Belfort                                             | Auvergne-Rhône-Alpes/Bourgogne-Franche-Comté      | 1926     | 1931        | 3       | Course d'un jour              |
| Lyon-Marseille                                           | Auvergne-Rhône-Alpes/Provence-Alpes-Côte d'Azur   | 1912     | 1919        | 2       | Course d'un jour              |
| Lyon-Paris-Lyon                                          | Auvergne-Rhône-Alpes/Île-de-France                | 1894     | 1894        | 1       | Course d'un jour              |
| Maine-Normandie-Anjou                                    | Pays de la Loire/Normandie                        | 1948     | 1948        | 1       | Course d'un jour              |
| Marseille-Lyon                                           | Provence-Alpes-Côte d'Azur/Auvergne-Rhône-Alpes   | 1911     | 1939        | 25      | Course d'un jour              |
| Marseille-Paris                                          | Provence-Alpes-Côte d'Azur/Île-de-France          | 1902     | 1902        | 1       | Course d'un jour              |
| Mont-Saint-Michel-Paris[réf. nécessaire]                 | Normandie/Île-de-France                           | 1917     | 1917        | 1       | Course d'un jour              |
| Nevers-Vichy-Nevers                                      | Bourgogne-Franche-Comté/Auvergne-Rhône-Alpes      | 1923     | 1931        | 8       | Course d'un jour              |
| Nîmes-Marseille                                          | Occitanie/Provence-Alpes-Côte d'Azur              | 1936     | 1936        | 1       | Course d'un jour              |
| Paris-Alençon                                            | Île-de-France/Normandie                           | 1941     | 1945        | 4       | Course d'un jour              |
| Paris-Alençon-Rennes                                     | Île-de-France/Normandie/Bretagne                  | 1938     | 1949        | 5       | Course d'un jour              |
| Paris-Amiens                                             | Île-de-France/Hauts-de-France                     | 1896     | 1935        | 6       | Course d'un jour              |
| Paris-Angers                                             | Île-de-France/Pays de la Loire                    | 1923     | 1939        | 12      | Course d'un jour              |
| Paris-Argentan                                           | Île-de-France/Normandie                           | 1932     | 1932        | 1       | Course d'un jour              |
| Paris-Arras                                              | Île-de-France/Hauts-de-France                     | 1923     | 1959        | 28      | Course d'un jour              |
| Paris-Avion                                              | Île-de-France/Hauts-de-France                     | 1928     | 1934        | 6       | Course d'un jour              |
| Paris-Bagnoles-de-l'Orne                                 | Île-de-France/Normandie                           | 1975     | 1992        | 14      | Course d'un jour              |
| Paris-Bar-le-Duc                                         | Île-de-France/Grand Est                           | 1894     | 1894        | 1       | Course d'un jour              |
| Paris-Barentin (Paris-Yvetot)                            | Île-de-France/Normandie                           | 1933     | 2006        | 55      | Course d'un jour              |
| Paris-Beaugency                                          | Île-de-France/Centre-Val de Loire                 | 1907     | 1913        | 10      | Course d'un jour              |
| Paris-Belfort                                            | Île-de-France/Grand Est                           | 1931     | 1939        | 9       | Course d'un jour              |
| Paris-Boulogne-sur-Mer                                   | Île-de-France/Hauts-de-France                     | 1926     | 1950        | 7       | Course d'un jour              |
| Paris-Bourganeuf                                         | Île-de-France/Nouvelle-Aquitaine                  | 1921     | 1947        | 9       | Course d'un jour              |
| Paris-Brest-Paris                                        | Île-de-France/Bretagne                            | 1891     | 1951        | 7       | Course d'un jour              |
| Paris-Briare                                             | Île-de-France/Centre-Val de Loire                 | 1922     | 1998        | 61      | Course d'un jour              |
| Paris-Cabourg                                            | Île-de-France/Normandie                           | 1896     | 1897        | 2       | Course d'un jour              |
| Paris-Caen                                               | Île-de-France/Normandie                           | 1923     | 1945        | 27      | Course d'un jour              |
| Paris-Calais                                             | Île-de-France/Hauts-de-France                     | 1909     | 1926        | 10      | Course d'un jour              |
| Paris-Cambrai                                            | Île-de-France/Hauts-de-France                     | 1913     | 1934        | 10      | Course d'un jour              |
| Paris-Cayeux                                             | Île-de-France/Hauts-de-France                     | 1927     | 1965        | 28      | Course d'un jour              |
| Paris-Chartres                                           | Île-de-France/Centre-Val de Loire                 | 1952     | 1966        | 10      | Course d'un jour              |
| Paris-Château-Thierry                                    | Île-de-France/Grand Est                           | 1896     | 1912        | 12      | Course d'un jour              |
| Paris-Château-Thierry-Paris                              | Île-de-France/Grand Est                           | 1931     | 1937        | 6       | Course d'un jour              |
| Paris-Chauny-Frières                                     | Île-de-France/Hauts-de-France                     | 1949     | 1950        | 2       | Course d'un jour              |
| Paris-Châteauroux                                        | Île-de-France/Centre-Val de Loire                 | 1909     | 1934        | 5       | Course d'un jour              |
| Paris-Clermont-Ferrand                                   | Île-de-France/Auvergne-Rhône-Alpes                | 1892     | 1953        | 8       | Course d'un jour              |
| Paris-Commercy                                           | Île-de-France/Grand Est                           | 1949     | 1949        | 1       | Course d'un jour              |
| Paris-Conches                                            | Île-de-France/Normandie                           | 1910     | 1959        | 18      | Course d'un jour              |
| Paris-Contres                                            | Île-de-France/Centre-Val de Loire                 | 1924     | 1938        | 15      | Course d'un jour              |
| Paris-Corrèze                                            | Île-de-France/Nouvelle-Aquitaine                  | 2001     | 2012        | 12      | Course d'un jour              |
| Paris-Dieppe                                             | Île-de-France/Normandie                           | 1895     | 1958        | 50      | Course d'un jour              |
| Paris-Dieppe-Paris                                       | Île-de-France/Normandie                           | 1891     | 1891        | 1       | Course d'un jour              |
| Paris-Dijon                                              | Île-de-France/Bourgogne-Franche-Comté             | 1919     | 1944        | 3       | Course d'un jour              |
| Paris-Douai                                              | Île-de-France/Hauts-de-France                     | 1927     | 1929        | 3       | Course d'un jour              |
| Paris-Dunkerque                                          | Île-de-France/Hauts-de-France                     | 1920     | 1936        | 6       | Course d'un jour              |
| Paris-Forges-les-Eaux                                    | Île-de-France/Normandie                           | 1954     | 1968        | 15      | Course d'un jour              |
| Paris-Fourmies                                           | Île-de-France/Hauts-de-France                     | 1928     | 1932        | 5       | Course d'un jour              |
| Paris-Gien                                               | Île-de-France/Centre-Val de Loire                 | 1905     | 1954        | 13      | Course d'un jour              |
| Paris-Hayange                                            | Île-de-France/Grand Est                           | 1926     | 1926        | 1       | Course d'un jour              |
| Paris-Hénin Liétard                                      | Île-de-France/Hauts-de-France                     | 1928     | 1936        |         | Course d'un jour              |
| Paris-Hesdin                                             | Île-de-France/Hauts-de-France                     | 1907     | 1907        | 1       | Course d'un jour              |
| Paris-Hirson                                             | Île-de-France/Hauts-de-France                     | 1934     | 1935        | 2       | Course d'un jour              |
| Paris-Honfleur                                           | Île-de-France/Normandie                           | 1903     | 1913        | 10      | Course d'un jour / par étapes |
| Paris-L'Aigle                                            | Île-de-France/Normandie                           | 1926     | 1939        | 13      | Course d'un jour              |
| Paris-La Ferté-Bernard                                   | Île-de-France/Pays de la Loire                    | 1960     | 1970        | 10      | Course d'un jour              |
| Paris-La Flèche                                          | Île-de-France/Pays de la Loire                    | 1920     | 1922        | 3       | Course d'un jour              |
| Paris-La Guerche                                         | Île-de-France/Centre-Val de Loire                 | 1926     | 1927        | 2       | Course d'un jour              |
| Paris-Laon                                               | Île-de-France/Hauts-de-France                     | 1934     | 1953        | 6       | Course d'un jour              |
| Paris-Lens                                               | Île-de-France/Hauts-de-France                     | 1927     | 1938        | 12      | Course d'un jour              |
| Paris-Lille                                              | Île-de-France/Hauts-de-France                     | 1908     | 1937        | 16      | Course d'un jour              |
| Paris-Lillers                                            | Île-de-France/Hauts-de-France                     | 1937     | 1939        | 3       | Course d'un jour              |
| Paris-Limoges                                            | Île-de-France/Nouvelle-Aquitaine                  | 1927     | 1976        | 27      | Course d'un jour / par étapes |
| Paris-Loches                                             | Île-de-France/Centre-Val de Loire                 | 1939     | 1939        | 1       | Course d'un jour              |
| Paris-Longwy                                             | Île-de-France/Grand Est                           | 1924     | 1929        | 6       | Course d'un jour              |
| Paris-Montceau-les-Mines                                 | Île-de-France/Bourgogne-Franche-Comté             | 1922     | 1954        | 8       | Course d'un jour              |
| Paris-Montigny-en-Gohelle                                | Île-de-France/Hauts-de-France                     | 1927     | 1929        | 3       | Course d'un jour              |
| Paris-Montrichard                                        | Île-de-France/Centre-Val de Loire                 | 1932     | 1937        | 6       | Course d'un jour              |
| Paris-Nancy                                              | Île-de-France/Grand Est                           | 1914     | 1932        | 10      | Course d'un jour              |
| Paris-Nantes                                             | Île-de-France/Pays de la Loire                    | 1924     | 1948        | 12      | Course d'un jour              |
| Paris-Nantes-Caen-Rouen-Paris                            | Île-de-France/Pays de la Loire/Normandie          | 1892     | 1892        | 1       | Course d'un jour              |
| Paris-Orléans                                            | Île-de-France/Centre-Val de Loire                 | 1896     | 1993        | 37      | Course d'un jour              |
| Paris-Pacy                                               | Île-de-France/?                                   | 1939     | 1967        | 17      | Course d'un jour              |
| Paris-Perros-Guirec                                      | Île-de-France/Bretagne                            | 1936     | 1936        | 1       | Course d'un jour              |
| Paris-Poitiers                                           | Île-de-France/Nouvelle-Aquitaine                  | 1933     | 1933        | 1       | Course d'un jour              |
| Paris-Pouilly-sur-Loire                                  | Île-de-France/Bourgogne-Franche-Comté             | 1955     | 1956        | 2       | Course d'un jour              |
| Paris-Reims                                              | Île-de-France/Grand Est                           | 1903     | 1946        | 31      | Course d'un jour              |
| Paris-Rennes                                             | Île-de-France/Bretagne                            | 1902     | 1939        | 14      | Course d'un jour              |
| Paris-Royan                                              | Île-de-France/Nouvelle-Aquitaine                  | 1895     | 1897        | 3       | Course d'un jour              |
| Paris-Saint-Amand-les-Eaux                               | Île-de-France/Hauts-de-France                     | 1924     | 1924        | 1       | Course d'un jour              |
| Paris-Saint-Amand-Montrond                               | Île-de-France/Centre-Val de Loire                 | 1951     | 1951        | 1       | Course d'un jour              |
| Paris-Saint-Étienne                                      | Île-de-France/Auvergne-Rhône-Alpes                | 1921     | 1952        | 15      | Course d'un jour              |
| Paris-Saint-Jean-d'Angély                                | Île-de-France/Nouvelle-Aquitaine                  | 1936     | 1937        | 2       | Course d'un jour              |
| Paris-Saint-Malo                                         | Île-de-France/Bretagne                            | 1894     | 1894        | 1       | Course d'un jour              |
| Paris-Saint-Rasbourg[réf. nécessaire]                    | Île-de-France/?                                   | 1926     | 1936        | ?       | Course d'un jour              |
| Paris-Sedan                                              | Île-de-France/Grand Est                           | 1935     | 1939        | 5       | Course d'un jour              |
| Paris-Sens                                               | Île-de-France/Bourgogne-Franche-Comté             | 1930     | 1949        | 11      | Course d'un jour              |
| Paris-Soissons                                           | Île-de-France/Hauts-de-France                     | 1921     | 1954        | 8       | Course d'un jour              |
| Paris-Somain                                             | Île-de-France/Hauts-de-France                     | 1929     | 1936        | 5       | Course d'un jour              |
| Paris-Strasbourg                                         | Île-de-France/Grand Est                           | 1926     | 1936        | 3       | Course d'un jour              |
| Paris-Toulouse                                           | Île-de-France/Occitanie                           | 1911     | 1911        | 1       | Course d'un jour              |
| Paris-Tourcoing                                          | Île-de-France/Hauts-de-France                     | 1906     | 1954        | 3       | Course d'un jour              |
| Paris-Trouville                                          | Île-de-France/Normandie                           | 1893     | 1916        | 3       | Course d'un jour              |
| Paris-Valenciennes                                       | Île-de-France/Hauts-de-France                     | 1903     | 1963        | 28      | Course d'un jour              |
| Paris-Verdun                                             | Île-de-France/Grand Est                           | 1934     | 1937        | 4       | Course d'un jour              |
| Paris-Verneuil                                           | Île-de-France/Normandie                           | 1931     | 1970        | 30      | Course d'un jour              |
| Paris-Vichy                                              | Île-de-France/Auvergne-Rhône-Alpes                | 1927     | 1935        | 7       | Course d'un jour              |
| Poitiers-Saumur-Poitiers                                 | Nouvelle-Aquitaine/Pays de la Loire               | 1920     | 1960        | 22      | Course d'un jour              |
| Rennes-Le Mans-Caen                                      | Bretagne/Pays de la Loire/Normandie               | 1926     | 1927        | 2       | Course d'un jour              |
| Strasbourg-Paris (Grand Prix de l'armistice)             | Grand Est/Île-de-France                           | 1919     | 1919        |         | Course d'un jour              |
| Toulouse-Bordeaux-Toulouse                               | Pays de la Loire/Bretagne                         | 1892     | 1892        | 1       | Course d'un jour ?            |
| Tour de l'Ouest (circuit de l'Ouest                      | Pays de la Loire/Bretagne                         | 1911     | 1959        | 23      | Course par étapes             |
| Tours-Angers-Tours                                       | Centre-Val de Loire/Pays de la Loire              | 1902     | 1925        | 9       | Course d'un jour              |
| Tours-Châtellerault-Tours                                | Centre-Val de Loire/Nouvelle-Aquitaine            | 1915     | 1933        | 17      | Course d'un jour              |
| Tours-Paris                                              | Centre-Val de Loire/Île-de-France                 | 1917     | 1918        | 2       | Course d'un jour              |
| Trouville-Paris                                          | Normandie/Île-de-France                           | 1917     | 1936        | 3       | Course d'un jour              |
| Vichy-Limoges                                            | Auvergne-Rhône-Alpes/Nouvelle-Aquitaine           | 1941     | 1943        | 3       | Course d'un jour              |

## Par région

### Auvergne-Rhône-Alpes
| Course                                                                              | Département             | Création | Disparition | Édition | Catégorie                     |
| ----------------------------------------------------------------------------------- | ----------------------- | -------- | ----------- | ------- | ----------------------------- |
| Circuit de l'Ain (Grand Prix Minaret)                                               | Ain                     | 1952     | 1956        | 7       | course d'un jour              |
| Circuit d'Auvergne                                                                  |                         | 1954     | 1968        | 15      | course d'un jour / par étapes |
| Circuit des Alpes                                                                   | Alpes-de-Haute-Provence | 1936     | 1936        | 5       | course d'un jour / par étapes |
| Circuit Drôme-Ardèche                                                               | Drôme/Ardèche           | 1943     | 1960        | 9       | course d'un jour              |
| Circuit de Lyon                                                                     | Rhône                   | 1936     | 1936        | 1       | course d'un jour              |
| Circuit lyonnais                                                                    | Rhône                   | 1945     | 1947        | 3       | course d'un jour              |
| Circuit des monts du Roannais                                                       | Loire                   | 1921     | 1939        | 15      | course d'un jour              |
| Circuit des villes d'eaux d'Auvergne (Critérium des Aiglons, Grand Prix Bergougnan) |                         | 1920     | 1952        | 25      | course d'un jour              |
| Circuit du Bourbonnais (Petit critérium du Bourbonnais)                             | Allier?                 | 1925     | 1942        | 13      | course d'un jour              |
| Circuit du Cantal                                                                   | Cantal                  | 1922     | 1951        | 22      | course d'un jour              |
| Circuit du Forez                                                                    | Loire                   | 1920     | 1942        | 22      | course d'un jour              |
| Circuit du Mont-Blanc                                                               | Haute-Savoie            | 1922     | 1960        | 27      | Course d'un jour              |
| Classique des Alpes                                                                 | Isère/Savoie            | 1991     | 2004        | 14      | course d'un jour              |
| Course de côte d'Allevard                                                           | Isère                   | 1973     | 1974        | 2       | contre la montre              |
| Course de côte de La Baraque                                                        | Puy-de-Dôme             | 1924     | 1933        | 9       | course d'un jour              |
| Course de côte du Puy de Dôme (Trophée d'Europe de la Montagne)                     | Puy-de-Dôme             | 1934     | 1970        | 5       | course d'un jour              |
| Commentry-Clermont-Ferrand-Commentry                                                | Allier/Puy-de-Dôme      | 1933     | 1933        | 1       | course d'un jour              |
| Firminy-Roanne-Firminy                                                              | Loire/Allier            | 1947     | 1948        | 2       | course d'un jour              |
| Grands circuits lyonnais de la Pentecôte                                            |                         |          |             |         |                               |
| Grand Prix d'Aix-les-Bains                                                          | Savoie                  | 1929     | 1930        | 2       | course par étapes             |
| Grand Prix des Alpes                                                                |                         |          |             |         |                               |
| Grand Prix de Châtel-Guyon                                                          | Puy-de-Dôme             | 1936     | 1991        | 41      | course d'un jour              |
| Grand Prix des chaussures Léon Daniel                                               | Allier                  | 1935     | 1964        | 27      | course d'un jour              |
| Grand Prix du cinquantenaire                                                        | Rhône                   | 1920     | 1920        | 1       | course d'un jour              |
| Grand Prix du comptoir des tissus                                                   | Drôme                   | 1950     | 1953        | 8       | course d'un jour              |
| Grand Prix du Petit-Dauphinois (Valence-Annecy)                                     | Drôme/Haute-Savoie      | 1943     | 1943        | 1       | course d'un jour              |
| Grand Prix de la Loire                                                              | Loire                   | 1919     | 1920        | 2       | course d'un jour              |
| Grand Prix de La Tribune Républicaine-Roanne                                        | Loire/Rhône             | 1930     | 1930        | 1       | course d'un jour              |
| Grand Prix de Vals-les-Bains                                                        | Ardèche                 | 1949     | 1959        | 11 ?    | course d'un jour              |
| Grand Prix Terrot-Clermont-Ferrand                                                  | Puy-de-Dôme             | 1933     | 1935        | 3       | course d'un jour              |
| Lyon-Grenoble-Lyon (Grand Prix des pneus du XXe siècle)                             | Rhône/Isère             | 1903     | 1956        | 22      | course d'un jour / par étapes |
| Lyon-Montélimar-Lyon                                                                |                         |          |             |         |                               |
| Lyon-Montluçon-Lyon                                                                 | Rhône/Allier            | 1952     | 1956        | 5       | course d'un jour              |
| Lyon-Roanne-Lyon                                                                    | Rhône/Loire             | 1893     | 1893        | 1       | course d'un jour              |
| Lyon-Vals-les-Bains                                                                 | Rhône/Loire             | 1934     | 1946        | 7       | course d'un jour              |
| Lyon-Tarare                                                                         | Rhône                   | 1894     | 1894        | 1       | course d'un jour              |
| Poly de Lyon                                                                        | Rhône                   | 1948     | 1967        | 20      | course d'un jour              |
| Quatre jours de la route du Petit-Dauphinois                                        |                         | 1942     | 1942        | 1       | course par étapes             |
| Saint-Étienne-Montluçon                                                             | Loire/Allier            | 1945     | 1945        | 1       | course d'un jour              |
| Tour de Haute-Loire                                                                 | Haute-Loire             | 1961     | 1965        | 5       | course d'un jour              |
| Tour de Haute-Savoie (Grand Prix de Haute-Savoie)                                   | Haute-Savoie            | 1927     | 1957        | 19      | course d'un jour              |
| Tour du Lyonnais et des monts du Pilat                                              | Loire/Rhône ?           | 1988     | 1988        |         | course d'un jour              |
| Trophée du Centre                                                                   | Allier                  | 1987     | 1988        | 2       | contre-la-montre              |
| Vichy-Limoges (Limoges-Vichy-Limoges)                                               | Allier                  | 1941     | 1945        | 3       | course d'un jour / par étapes |
| Vichy-Lyon                                                                          | Allier/Rhône            | 1913     | 1933        | 3       | course d'un jour              |

### Bourgogne-Franche-Comté
| Course                                               | Département | Création | Disparition | Édition | Catégorie        |
| ---------------------------------------------------- | ----------- | -------- | ----------- | ------- | ---------------- |
| Critérium de Château-Chinon                          | Nièvre      | 1955     | 2000        | 44      | course d'un jour |
| Circuit de la montagne à Pontarlier                  | Doubs       | 1921     | 1923        | 3       | course d'un jour |
| Circuit de Vesoul                                    | Haute-Saône | 1924     | 1924        | 1       | course d'un jour |
| Circuit des vins de Bourgogne                        |             | 1945     | 1945        | 1       | course d'un jour |
| Circuit de Bourgogne[réf. nécessaire]                | Côte d'Or   | 1927     | 1928        | 2       | course d'un jour |
| Circuit de la Côte d'Or (Circuit de Bourgogne)       | Côte d'Or   | 1950     | 1952        | 3 ?     | course d'un jour |
| Circuit de la forêt de la Joux                       | Jura        | 1967     | 1967        | 1       | course d'un jour |
| Circuit de Franche-Comté et du Territoire de Belfort |             | 1934     | 1934        | 1       | course d'un jour |
| Circuit Gruet du Jura                                | Jura        | 1964     | 1970        | 7       | course d'un jour |
| Circuit du Jura                                      | Jura        | 1922     | 1958        | 30      | course d'un jour |
| Grand Prix Terrot-Ornans                             | Doubs       | 1933     | 1936        | 3       | course d'un jour |
| Route nivernaise                                     | Nièvre      | 1971     | 1980        | 10      | course d'un jour |

### Bretagne
| Course                                 | Département               | Création | Disparition | Édition | Catégorie          |
| -------------------------------------- | ------------------------- | -------- | ----------- | ------- | ------------------ |
| Course à la mer                        | Ille-et-Vilaine           | 1947     | 1947        | 1       | épreuve à la carte |
| Circuit d'Auray                        | Morbihan                  | 1936     | 1942        | 4       | course d'un jour   |
| Circuit du Morbihan (Tour du Morbihan) | Morbihan                  | 1930     | 1969        | 22      | course d'un jour   |
| Critérium de Callac                    | Côtes-d'Armor             | 1946     | 1999        | 54      | course d'un jour   |
| Critérium de Saint-Georges-de-Chesné   | Ille-et-Vilaine           | 1948     | 1976        | 22      | course d'un jour   |
| Critérium de Sévignac                  | Côtes-d'Armor             | 1963     | 1971        | 9       | course d'un jour   |
| Étoile du Léon                         | Finistère                 | 1955     | 1962        | 7       | course d'un jour   |
| Grand Prix de la Ville de Rennes       | Ille-et-Vilaine           | 1979     | 2008        | 30      | course d'un jour   |
| Guingamp-Morlaix-Guingamp              | Côtes-d'Armor/Finistère   | 1895     | 1895        | 1       | course d'un jour   |
| Manche-Océan                           |                           | 1938     | 1964        | 16      | contre-la-montre   |
| Rennes-Brest                           | Ille-et-Vilaine/Finistère | 1909     | 1909        | 1       | course d'un jour   |
| Rennes-Brest-Rennes                    | Ille-et-Vilaine/Finistère | 1894     | 1894        | 1       | course d'un jour   |
| Saint-Pol-de-Léon-Brest                | Finistère                 | 1957     | 1958        | 2       | contre-la-montre   |
| Tour d'Armorique                       |                           | 1980     | 1994        | 18      | course à étapes    |
| Tour de Bretagne des indés             |                           | 1956     | 1958        | 3       | course à étapes    |

### Centre-Val de Loire
| Course                                   | Département    | Création | Disparition | Édition | Catégorie                    |
| ---------------------------------------- | -------------- | -------- | ----------- | ------- | ---------------------------- |
| Châteauroux-Classic de l'Indre           | Indre          | 2004     | 2014        | 11      | course d'un jour             |
| Circuit du Cher                          | Cher           | 1953     | 1977        | 9       | course d'un jour / par étape |
| Circuit de l'Indre                       | Indre          | 1926     | 1982        | 39      | course d'un jour / par étape |
| Circuit de Touraine                      | Indre-et-Loire | 1911     | 1925        | 7       | course d'un jour             |
| Route du Berry (Trophée Sitram)          | Cher           | 1983     | 1988        | 6       | course d'un jour             |
| Tour d'Indre-et-Loire                    | Indre-et-Loire | 1970     | 1982        | 13      | course d'un jour             |
| Boucles de la Gartempe (Vienne-Gartempe) |                | 1950     | 1958        | 6       | course d'un jour             |

### Corse
- Ajaccio-Bastia, le 2 octobre 1946[203]
- Bastia-Ajaccio, le 6 octobre 1946[204]
- Tour de Corse, de 1971 à 1982[205]

### Grand Est
| Course | Département                             | Création | Disparition | Édition | Catégorie                     |
| --- | --------------------------------------- | -------- | ----------- | ------- | ----------------------------- |
| Belfort-Strasbourg-Belfort | Territoire de Belfort/Bas-Rhin          | 1933     | 1933        | 1       | course d'un jour              |
| Circuit de Champagne | Champagne                               | 1913     | 1933        | 12      | course d'un jour / par étapes |
| Circuit des Hautes-Vosges | Vosges                                  | 1955     | 1957        | 3       | Course d'un jour              |
| Circuit de Lorraine[réf. nécessaire] (Circuit des mines) |                                         | 2005     | 2012        |         | course d'un jour              |
| Colmar-Strasbourg | Haut-Rhin/Bas-Rhin                      | 1996     | 1998        | 3       | course d'un jour              |
| Critérium du Ballon d'Alsace |                                         | 1913     | 1939        | 20      | course d'un jour              |
| Épernay-Chaumont-Belfort | Marne/Haute-Marne/Territoire de Belfort | 1929     | 1931        | 2       | course d'un jour              |
| Grand Prix Gibbs de l'Est[réf. nécessaire] | Meurthe-et-Moselle/Meuse/Bas-Rhin       | 1935     | 1939        | 5       | course d'un jour              |
| Grand Prix Lorraine-Vosges |                                         | 1936     | 1937        | 2       | course d'un jour              |
| Nancy-Colmar | Meurthe-et-Moselle/Haut-Rhin            | 1928     | 1928        | 1       | course d'un jour              |
| Nancy-Strasbourg | Meurthe-et-Moselle/Bas-Rhin             | 1936     | 1976        | 34      | course d'un jour              |
| Reims-Nancy[réf. nécessaire] |                                         | 1909     | 1909        | 1       | course d'un jour              |
| Tour de Champagne | Champagne                               | 1954     | 1961        | 8       | course d'un jour              |
| Tour de l'Est | ?                                       | 1951     | 1951        | 1       |                               |
| Tour de l'Est central | ?                                       | 1938     | 1939        | 2       | course d'un jour              |
| Tour de Lorraine Critérium de la Moselle Tour de la Moselle - Critérium du Républicain-Lorrain Tour de la Moselle - Tour de Lorraine Tour d'Alsace-Lorraine |                                         | 1925     | 1982        | 22 ?    | course d'un jour              |

### Hauts-de-France
| Course                                                        | Département              | Création | Disparition | Édition | Catégorie                   |
| ------------------------------------------------------------- | ------------------------ | -------- | ----------- | ------- | --------------------------- |
| Boucles des Flandres                                          | Nord                     | 1978     | 1984        | 7       | course d'un jour            |
| Chrono Madeleinois                                            | Nord                     | 1971     | 1986        | 15      | course d'un jour            |
| Circuit Aisne-Oise                                            | Aisne/Oise               | 1921     | 1921        | 1       | course d'un jour            |
| Circuit de la Somme                                           | Somme                    | 1930     | 1931        | 2       | course d'un jour            |
| Circuit de la Vallée de l'Aa                                  | Pas-de-Calais            | 1925     | 1991        | 59      | course d'un jour            |
| Circuit du Pas-de-Calais                                      | Pas-de-Calais            | 1932     | 1938        | 7       | course d'un jour            |
| Circuit du Port de Dunkerque                                  | Nord                     | 1925     | 2017        | 74      | course d'un jour            |
| Circuit minier du Nord et du Pas-de-Calais[réf. nécessaire]   | Nord/Pas-de-Calais       | 1919     | 1920        | 2       | course d'un jour            |
| Circuit minier et métallurgique du Nord                       | Nord                     | 1908     | 1935        | 21      | course d'un jour            |
| Critérium du Nord de la France                                | ?                        | 1924     | 1927        | 4       | course d'un jour            |
| Critérium du Réveil du Nord                                   | ?                        | 1923     | 1937        | 13      | course d'un jour            |
| Côte picarde                                                  | Somme                    | 1986     | 2015        | 30      | course d'un jour            |
| Derby du Nord                                                 | Pas-de-Calais/Nord/Somme | 1935     | 1936        | 2       | course par étapes           |
| Grand Prix d'Orchies                                          | Nord                     | 1953     | 1978        | 25      | course d'un jour            |
| Grand Prix de la Somme (Grand Prix du Progrès de la Somme)    | Somme                    | 1932     | 1939        | 8       | course d'un jour            |
| Grand Prix de Lys-lez-Lannoy                                  | Nord                     | 1996     | 2008        | 11      | course d'un jour            |
| Grand Prix de Villers-Cotterêts                               | Aisne                    | 1998     | 2006        | 9       | course d'un jour            |
| Grand Prix du Courrier picard                                 | Somme                    | 1945     | 1956        | 9       | course d'un jour            |
| Grand Prix du Parisien                                        | Somme                    | 1961     | 1965        | 5       | contre-la-montre            |
| Grand Prix Wolber indépendants                                | ?                        | 1932     | 1950        | 11      | course d'un jour/par étapes |
| Lille-Calais                                                  | Nord                     | 1922     | 1930        | 1       | course d'un jour            |
| Lille-Dunkerque-Lille (Challenge Sigrand)                     | Nord                     | 1926     | 1931        | 6       | course d'un jour            |
| Lille-Maubeuge                                                | Nord                     | 1946     | 1946        | 1       | course d'un jour            |
| Petit circuit des champs de bataille (Circuit Laporte Frères) | ?                        | 1920     | 1920        | 1       | course d'un jour            |
| Poly Nordiste                                                 | Nord/Pas-de-Calais       | 1953     | 1984        | 20      | course d'un jour            |
| Roubaix-Cassel-Roubaix (Grand Prix des cuisinières Enfin)     | Nord                     | 1933     | 1970        | 21      | course d'un jour            |
| Roubaix-Dunkerque-Roubaix                                     | Nord                     | 1949     | 1949        | 1       | course d'un jour            |
| Tour de Picardie                                              | Oise/Somme               | 1953     | 1965        | 13      | course par étapes           |
| Tour du Nord                                                  | Nord                     | 1933     | 1973        | 23      | course par étapes           |
| Tour du Pas-de-Calais                                         | Pas-de-Calais            | 1932     | 1938        | 7       | course d'un jour            |
| Tourcoing-Cassel-Tourcoing                                    | Nord                     | 1953     | 1953        | 1       | course d'un jour            |
| Tourcoing-Dunkerque-Roubaix                                   | Nord                     | 1946     | 1947        | 2       | course d'un jour            |
| Tourcoing-Dunkerque-Tourcoing                                 | Nord                     | 1921     | 1956        | 21 ?    | course d'un jour            |
| Trois Jours de Marck                                          | Pas-de-Calais            | 1966     | 1979        | 14      | course d'un jour            |

### Île-de-France
| Course                                           | Département                 | Création | Disparition | Édition | Catégorie               |
| ------------------------------------------------ | --------------------------- | -------- | ----------- | ------- | ----------------------- |
| À travers Paris                                  | Paris                       | 1941     | 1945        | 5       | Course d'un jour        |
| Boucles parisiennes (Boucles des Hauts-de-Seine) | Hauts-de-Seine              | 1987     | 1990        | 4       | Course d'un jour        |
| Circuit des Boucles de la Seine                  |                             | 1945     | 1973        | 26      | Course d'un jour        |
| Boucles de la Seine Saint-Denis                  | Seine-Saint-Denis           | 1998     | 1998        | 1       | Course d'un jour        |
| Circuit de Paris                                 |                             | 1919     | 1945        | 26      |                         |
| Derby de Saint-Germain                           |                             | 1937     | 1941        | 4       | Course d'un jour        |
| Grand Prix d'Île-de-France                       |                             | 1942     | 1942        |         |                         |
| Course de côte de Ménilmontant                   | Paris                       | 1942     | 1943        | 2       | Course d'un jour        |
| Paris-Beaugency (Créteil-Beaugency)              | Paris, Val-de-Marne, Loiret | 1907     | 1991        | 33      | Course d'un jour        |
| Paris-Égreville                                  | Paris, Seine-et-Marne       | 1965     | 1974        | 10      | Course d'un jour        |
| Paris-Épernay                                    | Marne                       | 1907 ?   | 1998        | 38 ?    | Course d'un jour        |
| Paris-Fontenailles                               | Paris, Seine-et-Marne       | 1952     | 1958        | 7       | Course d'un jour        |
| Premier élan parisien                            |                             | 1950     | 1950        | 1       | Course d'un jour        |
| Qui sera le premier à Paris ?                    |                             | 1940     | 1940        | 1       | Course d'un jour        |
| Tour de Paris (Rallye des champions)             |                             | 1944     | 1944        | 1       | Course contre la montre |
| Tour cycliste de l'Essonne                       | Essonne                     | 1975     | 1992        | 13      | Course par étapes       |
| Trophée des grimpeurs (Polymultipliée)           | Val-d'Oise                  | 1913     | 2009        | 84      | Course d'un jour        |

### Normandie
| Course                                                    | Département             | Création | Disparition | Édition | Catégorie           |
| --------------------------------------------------------- | ----------------------- | -------- | ----------- | ------- | ------------------- |
| Alençon-Caen-Alençon                                      | Orne/Calvados           | 1945     | 1945        | 1       | Course d'un jour    |
| Circuit d'Alençon                                         | Orne                    | 1921     | 1926        | 6       | Course d'un jour    |
| Grand Prix d'Avranches                                    | Manche                  | 1947     | 1948        | 2       | Course d'un jour    |
| Grand Prix du bocage normand (Grand Prix des Cafés Jakko) | Manche/Calvados         | 1930     | 1934        | 5       | Course d'un jour    |
| Grand Prix de la côte normande                            | ?                       | 1978     | 1983        | 6       | Course d'un jour    |
| Grand Prix du débarquement Nord                           | ?                       | 1945     | 1951        | 7       | Course d'un jour    |
| Grand Prix de Saint-Omer                                  | Calvados                | 1953     | 1963        | 11      | Course d'un jour    |
| Prix du Gros-Horloge-Rouen                                | Seine-Maritime          | 1950     | 1952        | 3       | Course d'un jour    |
| Rouen-Caen-Rouen                                          | Seine-Maritime/Calvados | 1938     | 1939        | 2       | Course d'un jour    |
| Tour du Calvados                                          | Calvados                | 1928     | 1955        | 24      | Course par étapes   |
| Tour de la Manche                                         | Manche                  | 1946     | 1955        |         | Course par étapes   |
| Tour de Normandie centrale                                | ?                       | 1951     | 1951        | 1       | Course par étapes ? |
| Tour de l'Orne                                            | Orne                    | 1949     | 1954        | 6       | Course par étapes   |
| Vire-Cherbourg-Vire                                       | Manche/Calvados         | 1935     | 1939        | 5       | Course d'un jour    |

### Nouvelle-Aquitaine
| Course                                                                                           | Département                    | Création | Disparition | Édition | Catégorie                     |
| ------------------------------------------------------------------------------------------------ | ------------------------------ | -------- | ----------- | ------- | ----------------------------- |
| Bol d'Air creusois (Grand Prix Sodime)                                                           | Creuse                         | 1992     | 1998        | 6       | course d'un jour              |
| Bol d'or des Monédières                                                                          | Corrèze                        | 1952     | 2002        | 33      | course d'un jour              |
| Bordeaux-Angoulême Bordeaux-Angoulême-Charentes Bordeaux-Cognac-Angoulême Grand Prix Barrioullet | Gironde/Charente               | 1926     | 1953        | 20      | course d'un jour              |
| Bordeaux-Mussidan                                                                                | Gironde/Dordogne               | 1901     | 1901        | 1       | course d'un jour              |
| Bordeaux-Pau                                                                                     | Gironde/Pyrénées-Atlantiques   | 1938     | 1939        | 2       | course d'un jour              |
| Bordeaux-Saint-Jean d'Angély                                                                     | Gironde/Charente-Maritime      | 1936     | 1936        | 1       | course d'un jour              |
| Boucles du Bas-Limousin                                                                          |                                | 1955     | 1968        | 14      | course d'un jour              |
| Capbreton-Hossegor                                                                               | Landes                         | 1952     | 1953        | 2       | course d'un jour / par étapes |
| Challenge Sigrand                                                                                | Charente-Maritime              | 1927     | 1931        | 5       | course d'un jour              |
| Circuit d'Aquitaine (circuit des marchés de la volaille de Valence d'Agen)                       | Tarn-et-Garonne                | 1955     | 1964        | 11      | course d'un jour              |
| Circuit du Béarn                                                                                 | Pyrénées-Atlantiques           | 1927     | 1935        | 9       | course d'un jour / par étapes |
| Circuit Charentais                                                                               | Charente/Haute-Vienne          | 1950     | 1951        | 2       | course d'un jour              |
| Circuit des Charentes                                                                            | Charente/Charente-Maritime     | 1922     | 1926        | 5       | course d'un jour              |
| Circuit des cols pyrénéens                                                                       | Hautes-Pyrénées                | 1931     | 1961        | 21      | course d'un jour / par étapes |
| Circuit des Deux-Sèvres                                                                          | Deux-Sèvres                    | 1933     | 1954        | 11      | course d'un jour              |
| Circuit des Landes Girondines (Circuit Grézy)                                                    | Gironde                        | 1909     | 1926        | 13      | course d'un jour              |
| Circuit du Limousin                                                                              | ?                              | 1945     | 1945        | 1       | course d'un jour              |
| Circuit des Vêtements Lapasserie                                                                 | Pyrénées-Atlantiques           | 1931     | 1970        | 25      | course d'un jour              |
| Circuit de la Vienne                                                                             | Vienne                         | 1922     | 1971        | 41      | course d'un jour              |
| Critérium d'Angoulême                                                                            | Charente                       | 1937     | 1937        | 1       | course par étapes             |
| Critérium de Niort                                                                               | Deux-Sèvres                    | 1950     | 1980        | 7       | course d'un jour              |
| Derby de Villeneuve-sur-Lot (Grand Prix Martini)                                                 | Lot-et-Garonne                 | 1926     | 1969        | 32      | course d'un jour              |
| Grand Prix de la Trinité                                                                         | Creuse                         | 1918     | 2017        | 99      | course d'un jour              |
| Grand Prix de la ville et des commerçants de Guéret                                              | Creuse                         | 1955     | 1965        | 11      | course d'un jour              |
| Grand Prix de la ville et des commerçants de Limoges                                             | Vienne                         | 1930     | 1952        | 21      | course d'un jour              |
| Grand Prix de Niort Grand Prix Malinaud Grand Prix du Courrier de l'Ouest                        | Deux-Sèvres                    | 1949     | 1954        | 5       | course d'un jour              |
| Grand Prix des vins de la Gironde (Circuit des vins de Bordeaux)                                 | Gironde                        | 1949     | 1952        | 4       | course d'un jour              |
| Grand Prix du Libre-Poitou                                                                       | ?                              | 1947     | 1953        | 7       | course d'un jour              |
| Grand Prix Izarra                                                                                | ?                              | 1950     | 1954        | 5       | course d'un jour              |
| Grand Prix Martini et de la Libération                                                           | Creuse                         | 1955     | 1959        | 5       | course d'un jour              |
| Grand Prix de la Trinité                                                                         | Creuse                         | 1946     | 1970        | 23      | course d'un jour              |
| La Rochelle-Angoulême                                                                            | Charente-Maritime/Charente     | 1949     | 1956        | 8       | course d'un jour              |
| Petit Tour du Sud-Ouest                                                                          | Pyrénées-Atlantiques           | 1929     | 1929        | 1       | course par étapes             |
| Poly béarnaise                                                                                   | Pyrénées-Atlantiques           | 1969     | 1970        | 2       | course d'un jour              |
| Royan-Saint-Junien                                                                               | Charente-Maritime/Haute-Vienne | 1933     | 1934        | 2       | course d'un jour              |
| Tour de Charente-Maritime                                                                        | Charente-Maritime              | 1951     | 1971        | 2       | course d'un jour / par étapes |
| Tour de Corrèze                                                                                  | Corrèze                        | 1922     | 1967        | 41      | course d'un jour / par étapes |
| Tour de la Dordogne                                                                              | Dordogne                       | 1950     | 1957        | 6       | course d'un jour              |
| Tour du Lot-et-Garonne                                                                           | Lot-et-Garonne                 | 1953     | 1955        | 3       | course d'un jour              |
| Tour du Sud-Ouest (Grand Prix Amer Picon)                                                        | ?                              | 1923     | 1952        | 8       | course par étapes             |
| Trophée international du Sud-Ouest                                                               | ?                              | 1947     | 1947        | 1       | course d'un jour              |

### Occitanie
| Course                                | Département   | Création | Disparition | Édition | Catégorie        |
| ------------------------------------- | ------------- | -------- | ----------- | ------- | ---------------- |
| Circuit des Corbières et du Minervois |               | 1922     |             |         |                  |
| Circuit du Gers                       |               | 1931     | 1948        |         |                  |
| Circuit du Midi                       |               | 1913     | 1945        |         |                  |
| Circuit du Quercy                     |               | 1952     | 1953        |         |                  |
| Grand Prix cycliste de Mende          |               | 1935     | 2011        | 44      | course d'un jour |
| Grand Prix d'Armagnac                 |               | 1945     | 1946        | 2       |                  |
| Grand Prix du Midi libre              |               | 1949     | 2004        |         |                  |
| Grand Prix Peugeot                    |               | 1907     | 1936        |         |                  |
| Ronde des Mousquetaires               | Gers          | 1938     | 1945        | 4       | course d'un jour |
| Ronde des Pyrénées                    |               | 1984     | 1992        |         |                  |
| Toulouse-Luchon-Toulouse              | Haute-Garonne | 1901     | 1927        |         |                  |
| Tour de l'Ariège                      | Ariège        | 1956     | 1960        |         |                  |
| Tour de l'Aude                        | Aude          | 1957     | 1986        |         |                  |
| Tour de l'Hérault                     | Hérault       | 1961     | 1970        |         |                  |

### Pays de la Loire
| Course                                                | Département                     | Création | Disparition | Édition | Catégorie                    |
| ----------------------------------------------------- | ------------------------------- | -------- | ----------- | ------- | ---------------------------- |
| Angers-Laval-Angers                                   | Maine-et-Loire/Mayenne          | 1946     | 1946        | 1       | Course d'un jour             |
| Angers-Le Mans-Angers                                 | Maine-et-Loire/Sarthe           | 1947     | 1947        | 1       | Course par étape             |
| Angers-Nantes-Angers                                  | Maine-et-Loire/Loire-Atlantique | 1926     | 1930        | 5       | Course par étape             |
| Circuit de l'Anjou                                    | Maine-et-Loire                  | 1941     | 1944        | 4       | Course d'un jour             |
| Circuit de la Mayenne                                 | Mayenne                         | 1929     | 1929        | 1       | Course d'un jour             |
| Circuit du Bocage vendéen                             | Vendée                          | 1928     | 1939        | 12      | Course d'un jour / par étape |
| Circuit du Maine-et-Loire                             | Maine-et-Loire                  | 1911     | 1952        | 19      | Course d'un jour / par étape |
| Circuit Loire-Océan                                   | Loire-Atlantique                | 1948     | 1952        | 5       | Course d'un jour             |
| Circuit de Saumur                                     | Maine-et-Loire                  | 1919     | 1943        | 22      | Course d'un jour             |
| Critérium de Beaupréau                                | Maine-et-Loire                  | 1959     | 1975        | 13      | Course d'un jour             |
| Grand Prix cycliste de Beaupréau (Circuit des Mauges) | Maine-et-Loire                  | 1933     | 1958        | 21      | Course d'un jour             |
| Grand Prix cycliste du Maine-Libre                    | Maine-et-Loire                  | 1945     | 1947        | 3       | Course d'un jour             |
| Grand Prix de la Sarthe                               | Sarthe                          | 1927     | 1940        | 14      | Course d'un jour / par étape |
| Grand Prix de Saumur                                  | Maine-et-Loire                  | 1928     | 1939        | 11      | Course d'un jour             |
| Grand Prix international de La Baule                  | Loire-Atlantique                | 1953     | 1953        | 1       | Course d'un jour             |
| Nantes-Angers-Nantes                                  | Loire-Atlantique/Maine-et-Loire | 1930     | 1954        | 23      | Course d'un jour / par étape |
| Nantes-La Baule                                       | Loire-Atlantique                | 1953     | 1953        | 1       | Course d'un jour             |
| Nantes-Les Sables-d'Olonne                            | Loire-Atlantique/Vendée         | 1912     | 1961        | 38      | Course d'un jour             |
| Nantes-Saint-Nazaire-Nantes                           | Loire-Atlantique                | 1910     | 1960        | 34      | Course d'un jour             |
| Saint-Nazaire-Nantes-Saint-Nazaire                    | Loire-Atlantique                | 1925     | 1935        | 9       | Course d'un jour             |
| Tour d'Anjou                                          | Maine-et-Loire                  | 1963     | 1966        | 4       | Course d'un jour             |

### Provence-Alpes-Côte d'Azur
| Course                                  | Département                      | Création | Disparition | Édition | Catégorie                    |
| --------------------------------------- | -------------------------------- | -------- | ----------- | ------- | ---------------------------- |
| Béziers-Avignon                         | Hérault/Vaucluse                 | 1958     | 1958        | 1       | Course d'un jour             |
| Boucles de Roquevaire                   | Bouches-du-Rhône                 | 1958     | 1964        | 7       | Course d'un jour             |
| Boucles de Sospel                       | Alpes-Maritimes                  | 1922     | 1983        |         | Course d'un jour             |
| Chrono du Mont-Faron                    |                                  |          |             |         |                              |
| Circuit des Maures                      |                                  |          |             |         |                              |
| Circuit du pays Grassois                | Alpes-Maritimes                  | 1940     | 1940        | 1       | Course d'un jour             |
| Circuit du Sud-Est                      |                                  | 1981     | 1985        | 4       | Course d'un jour             |
| Circuit du Ventoux                      | Vaucluse                         | 1935     | 1953        | 13      | Course d'un jour et à étapes |
| Fréjus-Gonfaron-Fréjus                  | Var                              | 1892     | 1893        | 2       | Course d'un jour             |
| Grand Prix Catox                        | Bouches-du-Rhône                 | 1949     | 1956        | 8       | Course d'un jour             |
| Grand Prix d'Aix-en-Provence            | Bouches-du-Rhône                 | 1949     | 1986        | 29      | Course d'un jour             |
| Grand Prix d'Antibes                    | Alpes-Maritimes                  | 1920     | 1987        | 46      | Course d'un jour             |
| Grand Prix de L'Avenir Cycliste de Nice | Alpes-Maritimes                  | 1924     | 1932        | 9       | Course d'un jour             |
| Grand Prix de Cannes                    | Alpes-Maritimes                  | 1926     | 1991        | 61      | Course d'un jour             |
| Grand Prix du débarquement Sud          | Var/Bouches-du-Rhône             | 1945     | 1947        | 3       | Course d'un jour             |
| Grand Prix de Grasse                    | Alpes-Maritimes                  | 1960     | 1981        | 6       | Course d'un jour             |
| Grand Prix du journal Le Pneu           | Alpes-Maritimes                  | 1891     | 1898        | 6       | Course d'un jour             |
| Grand Prix de Menton                    | Alpes-Maritimes                  | 1968     | 1973        | 6       | Course d'un jour             |
| Grand Prix de Nice                      | Alpes-Maritimes                  | 1923     | 1976        | 42      | Course d'un jour             |
| Grand Prix du Petit-Varois              | Var                              | 1966     | 1970        | 5       | Course d'un jour et à étapes |
| Grand Prix de Provence                  | Bouches-du-Rhône                 | 1942     | 1945        | 4       | Course d'un jour             |
| Grand Prix de Saint-Raphaël             | Var                              | 1952     | 1984        | 25      | Course d'un jour             |
| Grand Prix de la Victoire (Nice)        | Alpes-Maritimes                  | 1919     | 1938        | 20      | Course d'un jour             |
| Grand Prix du Journal de Nice           | Alpes-Maritimes                  | 1935     | 1935        | 1       | Course d'un jour             |
| Nice-Toulon-Nice                        | Alpes-Maritimes/Var              | 1922     | 1938        | 8       | Course à étapes              |
| Ventoux-Méditerranée                    | Vaucluse/Bouches-du-Rhône        | 1946     | 1946        | 1       | Course à étapes              |
| Marseille-Avignon-Marseille             | Vaucluse/Bouches-du-Rhône        | 1891     | 1937        | 2       | Course d'un jour             |
| Marseille-Nice                          | Bouches-du-Rhône/Alpes-Maritimes | 1897     | 1959        | 36      | Course d'un jour             |
| Monaco-Mont Agel                        | Alpes-Maritimes                  | 1950     | 1962        | 10      | Course d'un jour             |
| Nice-Annot-Nice                         | Alpes-Maritimes                  | 1909     | 1956        | 27      | Course d'un jour             |
| Nice-Mont Agel                          | Alpes-Maritimes                  | 1920     | 1965        | 35      | Course d'un jour             |
| Nice-Saint-Sauveur-Nice                 | Alpes-Maritimes                  | 1910     | 1919        | 5       | Course d'un jour             |
| Grand Prix de Saint-Tropez              | Var                              | 1966     | 1976        | 10      | Course d'un jour             |
| Sainte-Baume                            | Bouches-du-Rhône                 | 1940     | 1949        | 5       | Course de côte               |
| Toulon-Nice                             | Var/Alpes-Maritimes              | 1924     | 1932        | 9       | Course d'un jour             |
| Tour du Sud-Est                         |                                  | 1919     | 1983        | 26      | Course à étapes              |
| Tour du Var                             | Var                              | 1957     | 1963        | 7       | Course à étapes              |
| Tour du Vaucluse                        | Vaucluse                         | 1978     | 1998        | 20      | Course à étapes              |

## Période coloniale

### Afrique française du Nord

#### Algérie (1830-1962)
- Tour d'Algérie, de 1929 à 1953
- Fête de Relizane de 1895 à 1910
- Grand Prix des fêtes d'Eckmuhl, de 1895 à 1912
- Grand Prix d'Arzew, de 1911 à 1922
- Grand Prix des conscrits de Mostaganem, 1912
- Grand Prix de Perregaux, 1925
- Blida-Alger, 1925
- Tour d'Oranie, de 1924 à 1936
- Grand Prix du VS musulman à Alger, en 1948
- Orléansville-Alger, de 1895 à 1910
- Grand Prix de Tizzi Ouzzou, 1925
- Grand Prix cycliste algérien, 1934
- Grand Prix de Bône, de 1924 à 1934
- Grand Prix cycliste d'Oranie, 1935
- Grand Prix Soler, 1914
- Grand Prix la Française, 1912
- Grand Prix Alcyon à Sidi Bel Abbès, 1913
- Sidi Bel Abbès-Bourkanéfis, 1914
- Sidi Bel Abbès-Bourkanéfis-Sidi Bel Abbes, 1916
- Grand Prix de l'Écho d'Alger, de 1928 à 1956
- Circuit d'Aïn-Temouchent, de 1949 à 1955
- Grand Prix d'Alger, de 1959 à 1960

#### Maroc (1912-1956)
- Circuit du Maroc, 1922

### Indochine française (1887-1954)
- Tour de l'Indochine (1942-1944)[374]